# دیک دوکوورث (بازیکن فوتبال، زاده ۱۹۰۶)
دیک دوکوورث (انگلیسی: Dick Duckworth؛ ۶ ژوئن ۱۹۰۶ – ۹ آوریل ۱۹۸۳) بازیکن فوتبال اهل بریتانیا بود.
از باشگاه‌هایی که در آن بازی کرده‌است می‌توان به باشگاه فوتبال یورک سیتی، باشگاه فوتبال اولدهام اتلتیک، باشگاه فوتبال روترهام یونایتد، باشگاه فوتبال چسترفیلد، باشگاه فوتبال روچدیل، باشگاه فوتبال ساوتپورت، و باشگاه فوتبال منچستر یونایتد اشاره کرد.